# Golden 1 Center
Het Golden 1 Center is een overdekte arena in het centrum van Sacramento, de hoofdstad van de Amerikaanse staat Californië. Het bevindt zich gedeeltelijk op het terrein van het voormalige winkelcentrum Downtown Plaza. De openbare arena maakt deel uit van een zaken- en entertainmentdistrict genaamd Downtown Commons (DoCo).

## Ontwerp
Voor het ontwerp van het Golden 1 Center werden er materialen uit de regio gebruikt die variëren van glas tot gerecycled aluminium tot mogelijk geprefabriceerd beton, samengesteld uit zand uit San Benito County en rotsen van Sierra-kalksteen die de kleuren van de regio weerspiegelen. Bovendien gebruikt Golden 1 Center alleen FSC-gecertificeerd hout.

## Naamrechten
Op 16 juni 2015 verwierf het in Sacramento gevestigde Golden 1 Credit Union naamrechten voor de arena voor een bedrag van 120 miljoen dollar over een periode van 20 jaar, met een gemiddelde jaarlijkse waarde van 6 miljoen dollar, waardoor het een van de grootste deals voor naamgevingsrechten is voor een NBA-arena.